# Parahyagnis auratoides
Parahyagnis auratoides là một loài bọ cánh cứng trong họ Cerambycidae.